# Cymatophlebiidae
Cymatophlebiidae – wymarła rodzina ważek z infrarzędu różnoskrzydłych i nadrodziny Cymatophlebioidea. Obejmuje sześć znanych rodzajów.

## Morfologia
Apomorfią tej rodziny była przede wszystkim pofalowana żyłka interradialna druga, przebiegająca równolegle do również pofalowanej drugiej gałęzi żyłki radialnej tylnej. Gałęzie pierwsza i druga żyłki radialnej tylnej miały w odcinku nasadowym przebieg równoległy do pterostygmy i były wąsko odseparowane. Spłaszczony sektor radialny był dobrze wyodrębniony, silnie zakrzywiony i oddzielony od żyłki interradialnej drugiej co najmniej trzema szeregami komórek. Spośród dwóch skośnych żyłek dodatkowych między drugą żyłką interradialną a drugą gałęzią żyłki radialnej tylnej odsiebna była dłuższa i bardziej ukośna od nasadowej. Pomiędzy żyłką interradialną drugą a gałęzią 3/4 żyłki radialnej tylnej nasadowo od sektora radialnego wychodziło od jednej do trzech ukośnych, pofalowanych i porozgałęzianych żyłek wtórnych. Gałąź 3/4 żyłki radialnej tylnej oraz żyłka medialna przednia były również pofalowane.

## Taksonomia
Takson ten został wprowadzony w 1906 roku przez Antona Handlirscha w randze podrodziny z nazwą Cymatophlebiina (nomen imperfectum). Nazwa ta skorygowana została do Cymatophlebiinae w 1932 roku przez Franka Mortona Carpentera. Do rangi osobnej rodziny wynieśli go w 1996 roku Hans Lohmann i Günter Bechly, przy czym ten pierwszy krok ten proponował już w nieopublikowanym manuskrypcie z roku 1995. Bechly ponadto podzielił Cymatophlebiidae na dwie podrodziny, Valdaeshninae i monotypową Cymatophlebiinae. W 2001 roku Bechly i współpracownicy sklasyfikowali tę rodzinę wraz z Rudiaeschnidae w nowej nadrodzinie Cymatophlebioidea oraz podali diagnozy podrodzin, które wcześniej stanowiły nomina nuda.
Współcześnie podział rodziny do rangi rodzaju przedstawia się następująco:
- podrodzina Cymatophlebiinae Handlirsch, 1906
  - Cymatophlebia Deichmüller, 1886
- podrodzina Valdaeshninae Bechly et al., 2001
  - Hoyaeshna Nel et Martínez-Delclòs, 1993
  - Prohoyaeshna Bechly et al., 2001
  - Valdaeshna Jarzembowski, 1988
- podrodzina incertae sedis
  - Libellulium Westwood, 1854
  - Sinacymatophlebia Nel et Huang, 2009